# Idvattnet, Hälsingland
Idvattnet är en sjö i Härjedalens kommun och Ljusdals kommun i Hälsingland och ingår i Ljusnans huvudavrinningsområde. Sjön är 16,2 meter djup, har en yta på 0,398 kvadratkilometer och är belägen 441 meter över havet.

## Delavrinningsområde
Idvattnet ingår i det delavrinningsområde (686183-145981) som SMHI kallar för Utloppet av Idvattnet. Medelhöjden är 469 meter över havet och ytan är 2,36 kvadratkilometer. Det finns inga avrinningsområden uppströms utan avrinningsområdet är högsta punkten. Vattendraget som avvattnar avrinningsområdet har biflödesordning 3, vilket innebär att vattnet flödar genom totalt 3 vattendrag innan det når havet efter 206 kilometer. Avrinningsområdet består mestadels av skog (62 procent) och sankmarker (18 procent). Avrinningsområdet har 0,4 kvadratkilometer vattenytor vilket ger det en sjöprocent på 16,7 procent.